# 東平壌大劇場
東平壌大劇場（トンピョンヤンだいげきじょう、朝: 동평양 대극장）は、朝鮮民主主義人民共和国（北朝鮮）平壌市大同江区域にある劇場。1989年完成

## 概要
東平壌大劇場は、主に革命歌劇や演劇などの公演が開催される他、朝鮮労働党の各種の集会なども開催されることがある。
2008年2月26日には、ニューヨーク・フィルハーモニックの平壌公演が行われた（2008年ニューヨーク・フィルハーモニックの北朝鮮公演）。
2018年4月1日、K-POPアーティストなどで構成された韓国芸術団の平壌公演が行われた（韓国人アーティストによる北朝鮮での公演は13年ぶり）。これには、金正恩朝鮮労働党委員長と妻の李雪主も観覧に訪れた。

## 映像作品
Blu-ray,DVD
- 『THE PYONGYANG CONCERT NEW YORK PHILHARMONIC LORIN MAAZEL』（ニューヨーク・フィルハーモニック 平壌コンサート ロリン・マゼール）

## その他の劇場
- 万寿台芸術劇場
- 平壌大劇場
- 烽火芸術劇場